# Lomajärvi
Lomajärvi med Keskijärvi och Yläjärvi, eller Lomajärvet är sjöar i Finland. De ligger i kommunen Kittilä i landskapet Lappland, i den norra delen av landet, 800 km norr om huvudstaden Helsingfors. Lomajärvet ligger 243 meter över havet. Arean är 8,3 hektar och strandlinjen är 2,02 kilometer lång. Sjön  ingår i Kemi älvs huvudavrinningsområde. 